# Alex Price
Alex Price es un actor británico.

## Carrera
Alex  ha aparecido en varios programas de televisión como Being Human, Merlin y Doctor Who. 
También ha protagonizado películas como A Horse With no Name y varios cortos.
Además de su trabajo en pantalla, también se ha establecido como actor de voz, siendo el narrador de Being Human Unearthed, Doctor Who - The Essential Companion y, más notablemente, Doctor Who Confidential. 
También ha aparecido en un vasto número de producciones teatrales desde el año 2000.

## Televisión
| Año  | Título                    | Formato             | Papel                 | Notas        |
| ---- | ------------------------- | ------------------- | --------------------- | ------------ |
| 2008 | Casualty                  | Serie de televisión | Daniel Freed          | 1 Episodio   |
| 2009 | Being Human               | Serie de televisión | Gilbert               | 1 Episodio   |
| 2009 | Merlin                    | Serie de televisión | William de Daria      | 1 Episodio   |
| 2009 | Merlin: Secrets and Magic | Serie documental    | Él mismo              | 1 Episodio   |
| 2009 | Mouth to Mouth            | Serie de televisión | Tyler                 | 6 Episodios  |
| 2010 | Doctors                   | Serie de televisión | Sam Griffin           | 1 Episodio   |
| 2010 | Doctor Who                | Serie de televisión | Francesco             | 1 Episodio   |
| 2010 | Doctor Who Confidential   | Serie documental    | Narrador              | 13 Episodios |
| 2010 | Going Postal              | Serie de televisión | Roger                 | -            |
| 2013 | Father Brown              | Serie de televisión | Sid Carter            | 7 Episodios  |
| 2014 | Penny Dreadful            | Serie de televisión | Proteus               | 2 Episodios  |
| 2016 | Doctor Thorne             | Serie de televisión | Reverendo Caleb Oriel | 2 Episodios  |

## Cine
| Año  | Título               | Papel       |
| ---- | -------------------- | ----------- |
| 2006 | Internal             | Extra       |
| 2007 | Fervour              | Hans        |
| 2008 | Clubbed              | Pluto       |
| 2010 | A Horse with No Name | Vince Vinyl |
| 2010 | Eric & Ernie         | Nigel       |